# Élections législatives portugaises de 2009
Les élections législatives portugaises de 2009 (en portugais : Eleições legislativas portuguesas de 2009) se sont tenues au Portugal le 27 septembre 2009, afin d'élire les deux cent trente députés de la onzième législature de l'Assemblée de la République, pour un mandat de quatre ans. Elles ont de nouveau été remportées par le Parti socialiste (PS), qui perd toutefois la majorité absolue.

## Contexte
Lors des élections législatives anticipées du 20 février 2005, le PS de José Sócrates avaient remporté 45 % des voix et 121 députés, soit la première majorité absolue de son histoire, et la première pour un parti seul depuis 1991. Face à cet échec, le président du Parti social-démocrate (PPD/PSD) et Premier ministre sortant, Pedro Santana Lopes, avait renoncé à diriger son parti, au profit de Luís Marques Mendes. Investi à la tête du gouvernement, Sócrates engagea une politique de stricte rigueur budgétaire, avec réduction des effectifs et baisse des traitements dans la fonction publique et hausse de la fiscalité, afin de ramener les indicateurs du pays dans les limites du pacte de stabilité et de croissance.
En octobre suivant, les socialistes remportaient les élections locales, sans reprendre les mairies de Lisbonne et Porto. À peine trois mois plus tard, le PS était défait à l'élection présidentielle, sur fond de dissidence et de gauche divisée face au centre droit uni derrière la candidature d'Aníbal Cavaco Silva, qui mettait fin à trente années de présidence du centre gauche. De plus en plus impopulaire et contesté dans la rue, le chef du gouvernement parvenait toutefois, après l'échec de 1998, à remporter le référendum sur la légalisation de l'interruption volontaire de grossesse (IVG) en 2007.
Alors que les efforts budgétaires avaient porté leurs fruits, le déficit public ayant reculé jusqu'à 2 % du produit intérieur brut (PIB), le Portugal a subi de plein fouet les effets de la crise qui secouait alors l'économie mondiale, tombant en récession. En conséquence, le gouvernement adoptait des mesures de relance qui aggravaient les comptes publics, déjà plombés par la contraction d'une économie peu compétitive internationalement. Aux élections européennes du 7 juin 2009, pour la première fois depuis vingt ans, les socialistes connaissaient un recul et laissaient la première place aux sociaux-démocrates, désormais dirigés par Manuela Ferreira Leite, après avoir confié leur direction à Luís Filipe Menezes entre 2007 et 2008.

## Mode de scrutin
Le mode de scrutin retenu prévoit l'élection des députés au scrutin proportionnel suivant la méthode d'Hondt, connue pour avantager les partis arrivés en tête. La loi électorale établit à 230 le nombre de sièges à pourvoir. Les députés sont élus dans vingt-deux circonscriptions électorales, à savoir les dix-huit districts du Portugal, les Açores, l'île de Madère, le continent européen et le reste du monde.

## Principaux partis et chefs de file
| Parti | Parti                                                          | Chef de file                   |
| ----- | -------------------------------------------------------------- | ------------------------------ |
|       | Parti socialiste Partido Socialista                            | José Sócrates Premier ministre |
|       | Parti social-démocrate Partido Social Democrata                | Manuela Ferreira Leite         |
|       | Coalition démocratique unitaire Coligação Democrática Unitária | Jerónimo de Sousa              |
|       | Parti populaire Partido Popular                                | Paulo Portas                   |
|       | Bloc de gauche Bloco de Esquerda                               | Francisco Louçã                |

## Sondages
| Institut            | Date       | PS      | PSD     | CDU    | CDS/PP | BE     |
| ------------------- | ---------- | ------- | ------- | ------ | ------ | ------ |
| Aximage             | 26.09.2009 | 38,8 %  | 29,1 %  | 8,4 %  | 8,6 %  | 10,0 % |
| Intercampus         | 24.09.2009 | 38,0 %  | 29,9 %  | 8,4 %  | 7,7 %  | 9,4 %  |
| CESOP (UCP)         | 24.09.2009 | 38,0 %  | 30,0 %  | 7,0 %  | 8,0 %  | 11,0 % |
| Marktest            | 24.09.2009 | 40,0 %  | 31,6 %  | 7,2 %  | 8,2 %  | 9,0 %  |
| Aximage             | 18.09.2009 | 36,1 %  | 29,7 %  | 7,5 %  | 7,6 %  | 10,0 % |
| Eurosondagem        | 18.09.2009 | 34,9 %  | 31,6 %  | 8,4 %  | 8,4 %  | 9,6 %  |
| Intercampus         | 18.09.2009 | 32,9 %  | 29,7 %  | 9,2 %  | 7,0 %  | 12,0 % |
| CESOP (UCP)         | 16.09.2009 | 38,0 %  | 32,0 %  | 7,0 %  | 7,0 %  | 12,0 % |
| Marktest            | 12.09.2009 | 35,3 %  | 32,4 %  | 6,9 %  | 5,2 %  | 16,2 % |
| Eurosondagem        | 11.09.2009 | 33,6 %  | 32,5 %  | 9,4 %  | 8,0 %  | 9,6 %  |
| CESOP (UCP)         | 11.09.2009 | 37,0 %  | 35,0 %  | 8,0 %  | 6,0 %  | 11,0 % |
| Aximage             | 07.09.2009 | 34,5 %  | 28,9 %  | 7,8 %  | 8,1 %  | 10,4 % |
| Dernières élections | 20.02.2005 | 45,03 % | 28,77 % | 7,54 % | 7,24 % | 6,35 % |

## Résultats

### Scores
|                        |                                                    |           |       |      |        |               |  |  |  |  |  |  |  |  |
| Parti                  | Parti                                              | Voix      | %     | +/-  | Sièges | +/-           |  |  |  |  |  |  |  |  |
|                        | Parti socialiste (PS)                              | 2 077 238 | 37,73 | 8,67 | 97     | 24            |  |  |  |  |  |  |  |  |
|                        | Parti social-démocrate (PPD/PSD)                   | 1 653 665 | 30,04 | 0,40 | 81     | 6             |  |  |  |  |  |  |  |  |
|                        | Parti populaire (CDS/PP)                           | 592 778   | 10,77 | 3,31 | 21     | 9             |  |  |  |  |  |  |  |  |
|                        | Bloc de gauche (BE)                                | 557 306   | 10,12 | 3,58 | 16     | 8             |  |  |  |  |  |  |  |  |
|                        | Coalition démocratique unitaire (CDU)              | 446 279   | 8,11  | 0,34 | 15     | 1             |  |  |  |  |  |  |  |  |
|                        | Parti communiste des travailleurs portugais (PCTP) | 52 761    | 0,96  | 0,10 | 0      | en stagnation |  |  |  |  |  |  |  |  |
|                        | Mouvement Espoir pour le Portugal (MEP)            | 25 949    | 0,47  | Nv.  | 0      | en stagnation |  |  |  |  |  |  |  |  |
|                        | Parti de la nouvelle démocratie (PND)              | 21 876    | 0,40  | 0,32 | 0      | en stagnation |  |  |  |  |  |  |  |  |
|                        | Mouvement Mérite et société (MMS)                  | 16 924    | 0,31  | Nv.  | 0      | en stagnation |  |  |  |  |  |  |  |  |
|                        | Front Écologie et humanisme (FEH) (MPT-PH)         | 15 670    | 0,28  | 0,03 | 0      | en stagnation |  |  |  |  |  |  |  |  |
|                        | Parti populaire monarchiste (PPM)                  | 15 262    | 0,28  | N/A  | 0      | en stagnation |  |  |  |  |  |  |  |  |
|                        | Parti national rénovateur (PNR)                    | 11 503    | 0,21  | 0,04 | 0      | en stagnation |  |  |  |  |  |  |  |  |
|                        | Portugal Pro-vie (PPV)                             | 8 461     | 0,15  | Nv.  | 0      | en stagnation |  |  |  |  |  |  |  |  |
|                        | Parti travailliste portugais (PTP)                 | 4 974     | 0,09  | Nv.  | 0      | en stagnation |  |  |  |  |  |  |  |  |
|                        | Parti ouvrier d'unité socialiste (POUS)            | 4 632     | 0,08  | 0,02 | 0      | en stagnation |  |  |  |  |  |  |  |  |
|                        |                                                    |           |       |      |        |               |  |  |  |  |  |  |  |  |
| Suffrages exprimés     | Suffrages exprimés                                 | 5 505 278 | 96,91 |      |        |               |  |  |  |  |  |  |  |  |
| Votes blancs           | Votes blancs                                       | 99 086    | 1,74  |      |        |               |  |  |  |  |  |  |  |  |
| Votes nuls             | Votes nuls                                         | 76 894    | 1,35  |      |        |               |  |  |  |  |  |  |  |  |
| Total                  | Total                                              | 5 681 258 | 100   | -    | 230    | en stagnation |  |  |  |  |  |  |  |  |
| Abstention             | Abstention                                         | 3 838 663 | 40,32 |      |        |               |  |  |  |  |  |  |  |  |
| Inscrits/Participation | Inscrits/Participation                             | 9 519 921 | 59,68 |      |        |               |  |  |  |  |  |  |  |  |

### Analyse

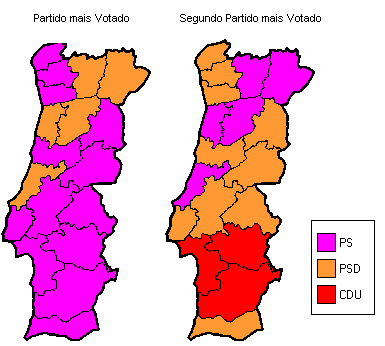
À gauche, le parti arrivé en tête dans chaque district, à droite le parti arrivé deuxième dans chaque district.

Conformément à ce que prédisaient les sondages, le Parti socialiste du Premier ministre José Sócrates est arrivé en tête, tout en perdant sa majorité absolue et en subissant un fort recul, de l'ordre de 8 points. Cette régression du centre-gauche n'a pas énormément profité au Parti social-démocrate de Manuela Ferreira Leite, qui n'améliore quasiment pas son score. La surprise de ce scrutin vient du Parti populaire (CDS/PP). En effet, la formation conservatrice de Paulo Portas se classe troisième, déjouant les pronostics, et obtient l'un de ses meilleurs résultats depuis 1976. À la gauche de la gauche en revanche pas de surprise : le Bloc de gauche (BE), qui marque la plus forte progression de ce scrutin, supplante la Coalition démocratique unitaire, et les deux formations obtiennent un résultat conforme aux enquêtes d'opinion.
Aucun des deux grands partis n'ayant remporté la majorité absolue à l'Assemblée de la République, le futur Premier ministre devra former une coalition, ou à tout le moins s'appuyer sur d'autres partis pour gouverner. Dans ce cas de figure, José Sócrates est en meilleure posture que Manuela Ferreira Leite, dans la mesure où la gauche portugaise remporte ici 54,23 % des suffrages et 128 sièges, contre 39,54 % et 102 députés à la droite.

### Réactions
Malgré le fait que son parti ait enregistré une chute de 8 points et perdu sa majorité absolue, José Sócrates a déclaré que le PS avait remporté une « extraordinaire victoire électorale » et que son parti avait été « choisi sans aucune ambiguïté » par le peuple portugais qui avait « parlé bien clair ».
De son côté, Manuela Ferreira Leite a déclaré « assumer [ses] responsabilités » après avoir « présenté les solutions [qu'elle] considérait nécessaires pour le futur », tout en précisant que « ces élections font partie d'un cycle de trois scrutins » et qu'elle convoquerait un Conseil national du PSD « après les élections locales [...] pour analyser ce long cycle électoral ». Concernant le CDS/PP, son chef de file Paulo Portas a relevé qu'il s'agissait « du meilleur score du CDS en 26 ans » et que « le peuple a retiré sa majorité absolue aux socialistes », analysant que « le pays a refusé l'arrogance du pouvoir absolu », car le Portugal veut « une politique de solutions et non d'affichage ».
Quant à Francisco Louçã (BE), il a appelé à « reconstruire le système de protection sociale » et à « appliquer un impôt sur les grandes fortunes », relevant qu'aucun parti « n'avait autant progressé en termes de pourcentage » que le Bloc, et que « la majorité absolue n'est plus possible pour le Parti socialiste ». Enfin, le secrétaire général du PCP et chef de file de la CDU, Jerónimo de Sousa, a déclaré que le résultat de sa coalition était « un signal stimulant » pour obtenir « la rupture et le changement » avec les politiques de droite, parlant d'un « solide élément de confiance pour lutter contre les injustices sociales ».

### Conséquences
Le 12 octobre 2009, José Sócrates a été invité par le président Aníbal Cavaco Silva à former le XVIIIe gouvernement constitutionnel. Sa composition fut annoncée le 22 octobre, et les nouveaux ministres prirent leurs fonctions quatre jours plus tard.
Le débat sur le programme gouvernemental devant l'Assemblée de la République se déroula du 5 au 6 novembre. Aucun parti n'ayant demandé le rejet ou l'approbation du programme, et le gouvernement n'ayant pas requis son approbation, ce dernier fut considéré comme investi.